# Glenea mutata
Glenea mutata là một loài bọ cánh cứng trong họ Cerambycidae.